# Ultimul luptător stelar
Ultimul luptător stelar, denumire originală The Last Starfighter, este un film SF-de aventuri-pentru familie din 1984 regizat de Nick Castle după un scenariu de Jonathan R. Betuel.
The Last Starfighter, împreună cu filmul Disney din 1982 Tron, se numără printre primele filme care au folosit extensiv grafică generată pe calculator (engleză: computer-generated imagery - CGI) pentru a reprezenta numeroase nave spațiale, medii și scene de luptă. Această tehnică CGI, în acel moment, era un pas uriaș înainte în comparație cu tehnicile folosite anterior în filme precum Întoarcerea lui Jedi, în care se foloseau mici modele fizice de nave cărora li se dădea senzația de zbor prin intermediul mișcării camerei de înregistrare.

## Prezentare
Alex Rogan (Lance Guest) este un adolescent care trăiește lângă parcul de distracții Starlight Starbright împreună cu mama sa (Barbara Bosson) și cu fratele său mai mic (Chris Hebert) și care are ca iubită pe Maggie Gordon (Catherine Mary Stewart). După ce află că nu-și poate continua studiile la vreo universitate el devine expert în jocul arcade Starfighter, un joc video în care trebuie să păzească Frontiera de Xur și de Armada Ko-Dan în numeroase bătălii spațiale simulate. După ce bate recordul, este vizitat de creatorul jocului Starfighter, Centauri (Robert Preston) care-l invită la o călătorie cu mașina sa pentru a-i face o propunere de nerefuzat. Alex își dă seama că automobilul acestuia este de fapt o navă spațială, iar Centauri este de fapt un extraterestru care-l duce pe planeta Rylos. Înainte de plecare el dă mâna cu un necunoscut care se afla pe bancheta din spate a mașinii: de fapt acesta era un android Beta care-i va ține locul lui Alex cât timp acesta este plecat de pe planeta Pământ.
După ce ajung pe planeta Rylos, Alex află că imaginile și teritoriile din jocul video reprezintă de fapt un conflict real dintre Liga Stelară Rylan și Armada Ko-Dan, ultima fiind condusă de Xur (Norman Snow), un trădător căruia împăratul Ko-Dan i-a promis stăpânirea asupra planetei Rylos în schimbul informațiilor sale în ceea ce privește breșele Frontierei. Alex realizează că jocul video nu este decât o modalitate de a recruta piloți experimentați din diverse lumi pentru deja decimata forță a Ligii Stelare Rylan.

## Distribuția
- Lance Guest este Alex Rogan / Beta Alex
- Dan O'Herlihy este Grig
- Catherine Mary Stewart este Maggie Gordon
- Norman Snow este Xur
- Robert Preston este Centauri
- Kay E. Kuter este Enduran
- Barbara Bosson este Jane Rogan
- Chris Hebert este Louis Rogan
- Dan Mason este Lord Kril
- Vernon Washington este Otis
- John O'Leary este Rylan Bursar
- George McDaniel este Kodan Officer
- Charlene Nelson este Rylan Technician
- John Maio este Friendly Alien
- Robert Starr este Underling
- Al Berry este Rylan Spy
- Scott Dunlop este Tentacle Alien
- Peter Nelson este Jack Blake
- Peggy Pope este Elvira
- Meg Wyllie este Granny Gordon
- Ellen Blake este Clara Potter
- Britt Leach este Mr. Potter
- Bunny Summers este Mrs. Boone
- Owen Bush este Mr. Boone
- Marc Alaimo este Hitchhiker
- Wil Wheaton este Louis' friend
- Cameron Dye este Andy
- Geoffrey Blake este Gary